# Hemerocallis esculenta
Hemerocallis esculenta là một loài thực vật có hoa trong họ Thích diệp thụ. Loài này được Koidz. miêu tả khoa học đầu tiên năm 1925.